# Iglesia de la Natividad de Nuestra Señora (Kámianka)
La iglesia de la Natividad de Nuestra Señora (en ucraniano: Костел Різдва Пресвятої Діви Марії), también conocida anteriormente como la iglesia de Mannheim, es una iglesia católica alemana en ruinas que se sitúa en la actual Kámianka, Ucrania.   

## Geografía
Las ruinas de la iglesia están ubicadas en el pueblo de Kámianka, a 22 km de Odesa, en el óblast de Odesa.  

## Historia
La iglesia fue construida en estilo neogótico en la colonia alemana de Mannheim en 1850 a expensas de los colonos católicos alemanes. En 1890 se amplió el templo y se le añadió un campanario alto.
En 1935 se cerró la iglesia, se quitaron las cruces, se quemó el altar y se destruyó el órgano por órdenes del gobierno soviético; hasta 1941 se utilizó como granero. 
Durante la Segunda Guerra Mundial, bajo la administración rumana, se restauró la obra de la iglesia. En 1944, la población alemana del pueblo fue deportada a Alemania y, tras el final de la guerra, el templo volvió a cerrarse.
A principios del siglo XXI ya sólo quedan los muros del templo, y el tejado está casi completamente destruido.

## Galería

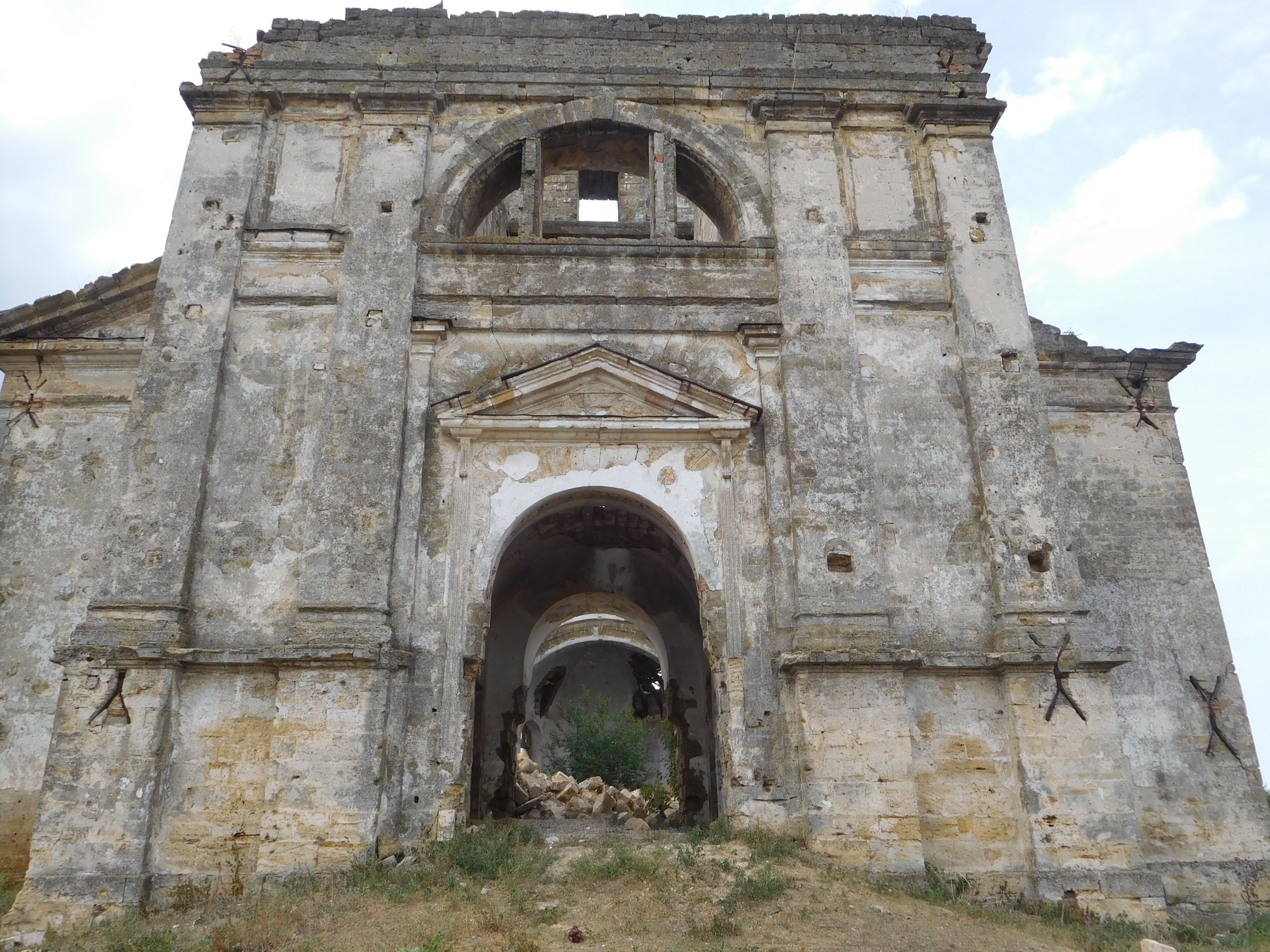
Vista frontal de las ruinas
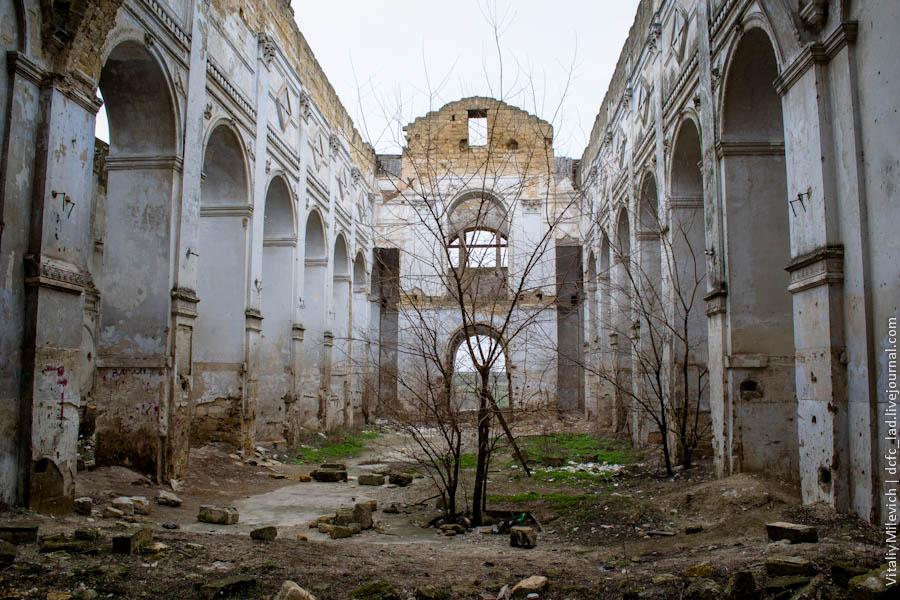
Interior de las ruinas
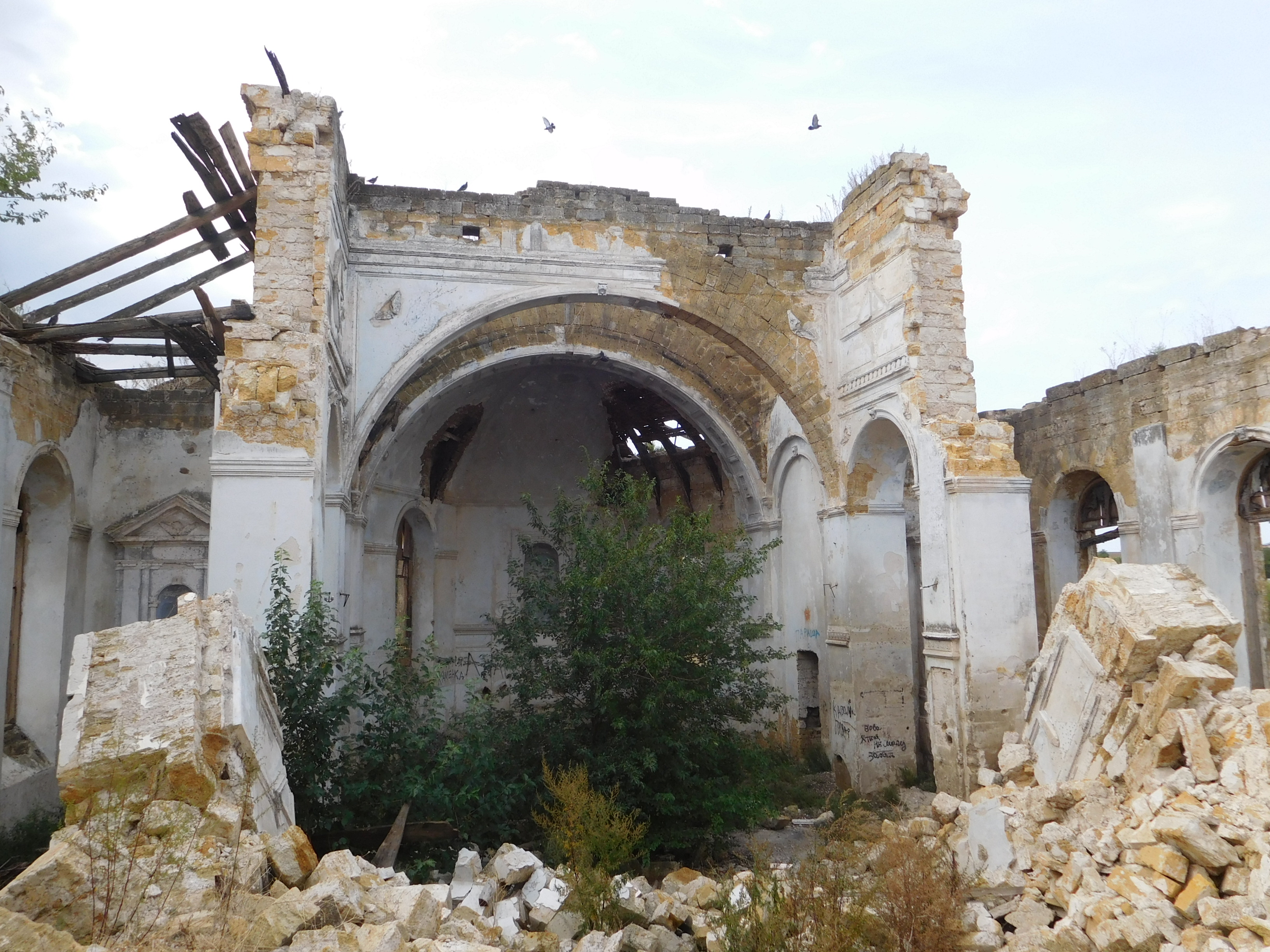
Ábside de la iglesia